# Spilogona narina
Spilogona narina este o specie de muște din genul Spilogona, familia Muscidae. A fost descrisă pentru prima dată de Walker în anul 1849. Conform Catalogue of Life specia Spilogona narina nu are subspecii cunoscute.